# Palmira (Valle del Cauca)
Palmira est une ville et municipalité du sud-ouest en Colombie dans le département de Valle del Cauca, situé à l'est de Cali, capitale du département.